# Tranvía de Sarajevo
La red de tranvía de Sarajevo (en bosnio, Sarajevski tramvaji) tiene 6 líneas en 22,9 kilómetros que atraviesan la capital de Bosnia y Herzegovina de este a oeste en vías compartidas. Es operada por KJKP GRAS Sarajevo, que también tiene a su cargo las líneas de trolebús y de autobús de la ciudad.

## Historia
El tranvía tirado por caballos, una prueba del Imperio austrohúngaro, fue inaugurado el 1 de enero de 1885, antes de instalarse en Viena.
Los carros eléctricos reemplazaron el 1 de mayo de 1895 a las unidades tiradas por caballos, con los primeros tranvías fabricados por Siemens-Sohukert. La ruta original iba desde el barrio Grbavica, donde entonces se encontraba la estación del ferrocarril, hasta el Puente Latino, sobre el río Miljacka.
La línea fue extendida hasta el ayuntamiento (Vijećnica) el 1 de diciembre de 1897.

## Red actual
La red del tranvía de Sarajevo recorre la ciudad en su parte central, de este a oeste. Las seis líneas en funcionamiento (la línea 7 fue discontinuada) comparten las vías entre la estación Ilidža, al oeste (en cercanías del aeropuerto) y Baščaršija, al este (en los alrededores del ayuntamiento y del centro histórico, en la zona de Baščaršija), con un desvío de las líneas 1 y 4 a la estación de ferrocarril y de ómnibus. En el extremo este bordea el centro histórico por la calle Obala Kulina bana (paralela al río Miljacka, sentido oeste-este) para regresar por las avenidas Mula Mustafe Bašeskije y Maršala Tita (sentido este-oeste).
La longitud de la línea abarca 22,9 kilómetros, con intervalos de formaciones cada aproximadamente tres minutos.

## Líneas
La red está conformada por las líneas:

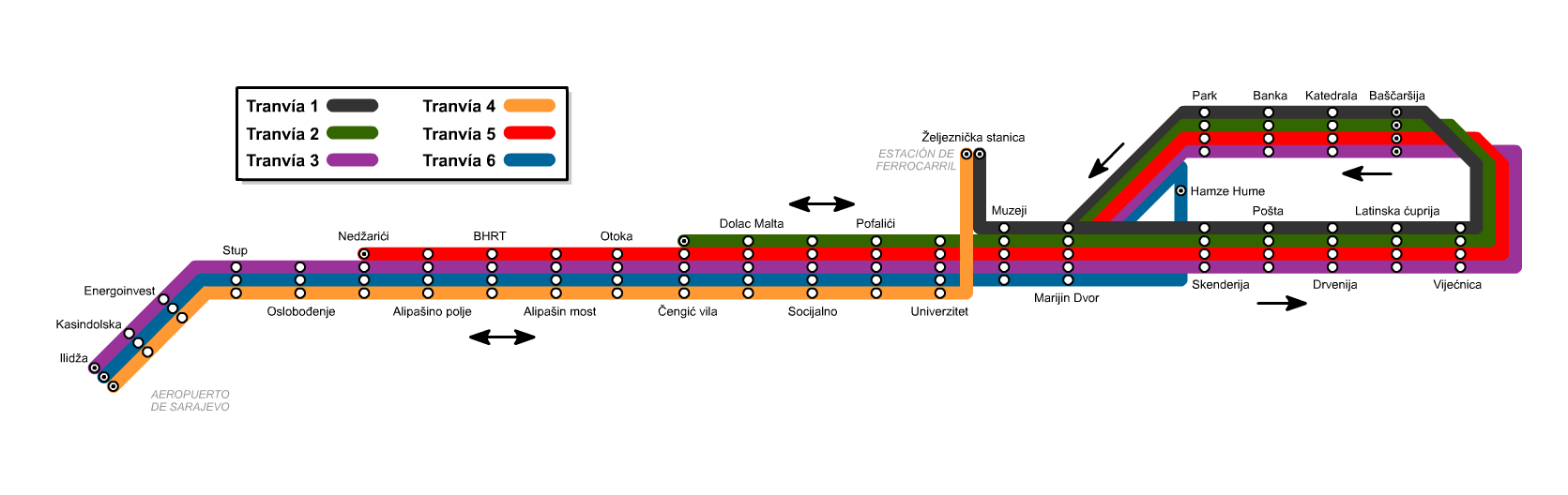
Diagrama del tranvía de Sarajevo.

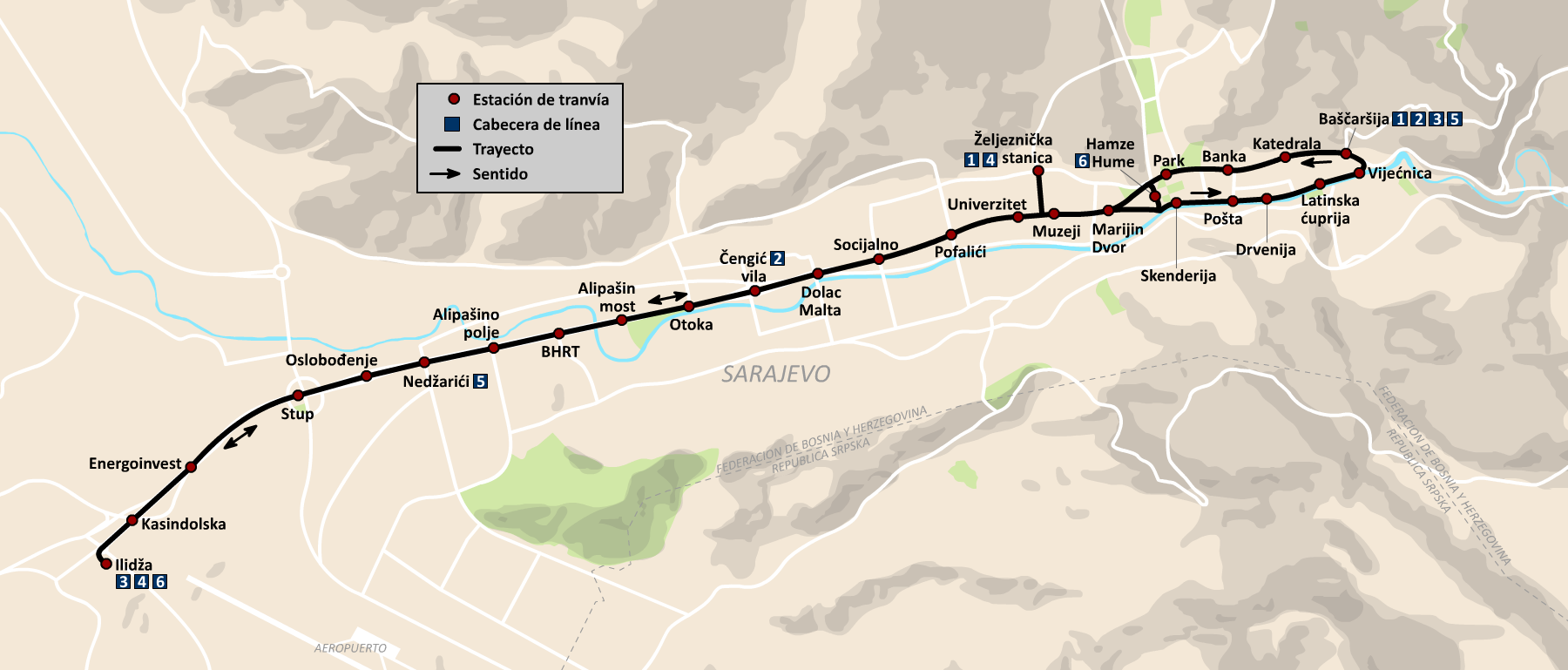
Mapa del tranvía de Sarajevo.

| 1 | Baščaršija – Autobuska/Željeznička stanica |
| 2 | Baščaršija – Čengić Vila                   |
| 3 | Baščaršija – Ilidža                        |
| 4 | Ilidža – Autobuska/Željeznička stanica     |
| 5 | Baščaršija - Nedžarići                     |
| 6 | Skenderija - Ilidža                        |

La línea 7 ya no se encuentra en operación.
Los boletos se pueden comprar en quioscos o dentro de la unidad, a un precio mayor, y deben validarse al abordar en las máquinas que funcionan en el interior de los tranvías.

## Galería

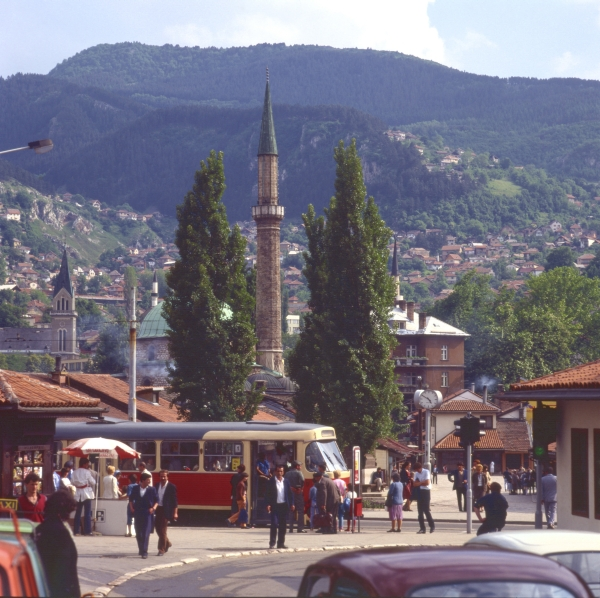
Tranvía en estación Baščaršija en 1989.
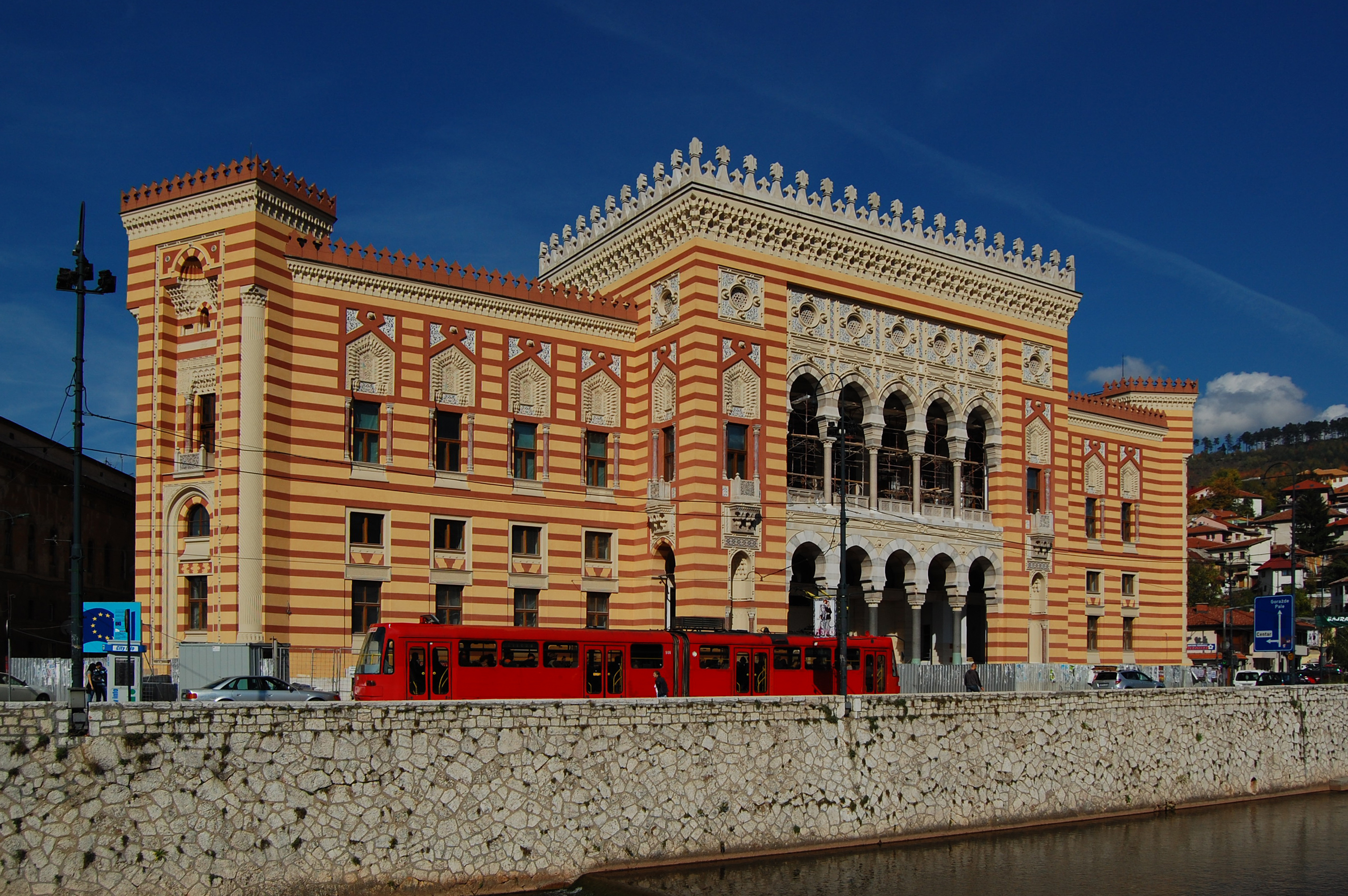
Tranvía de la línea 3 frente a Vijećnica.
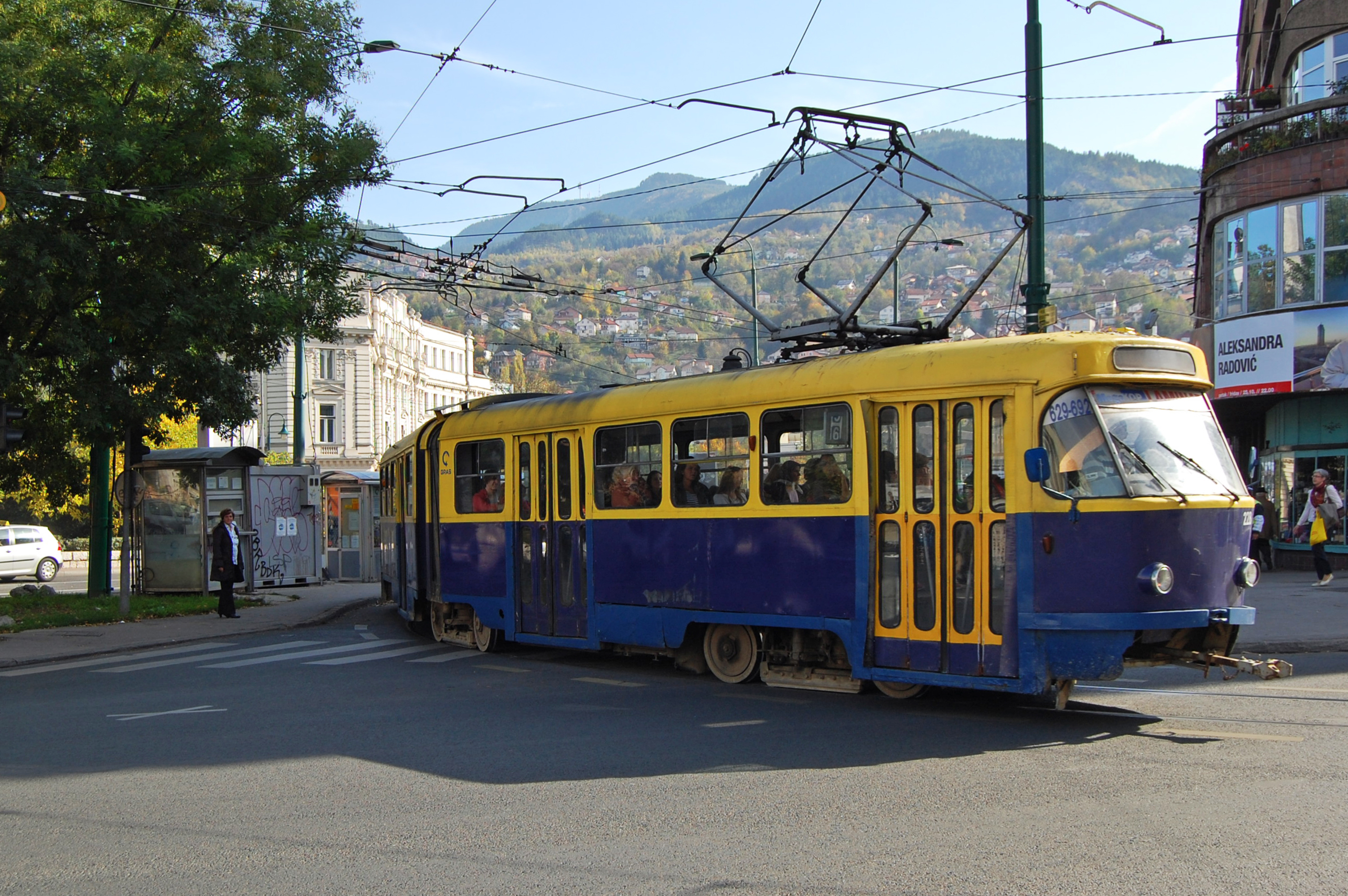
Unidad de la línea 6 en Hamze Hume.
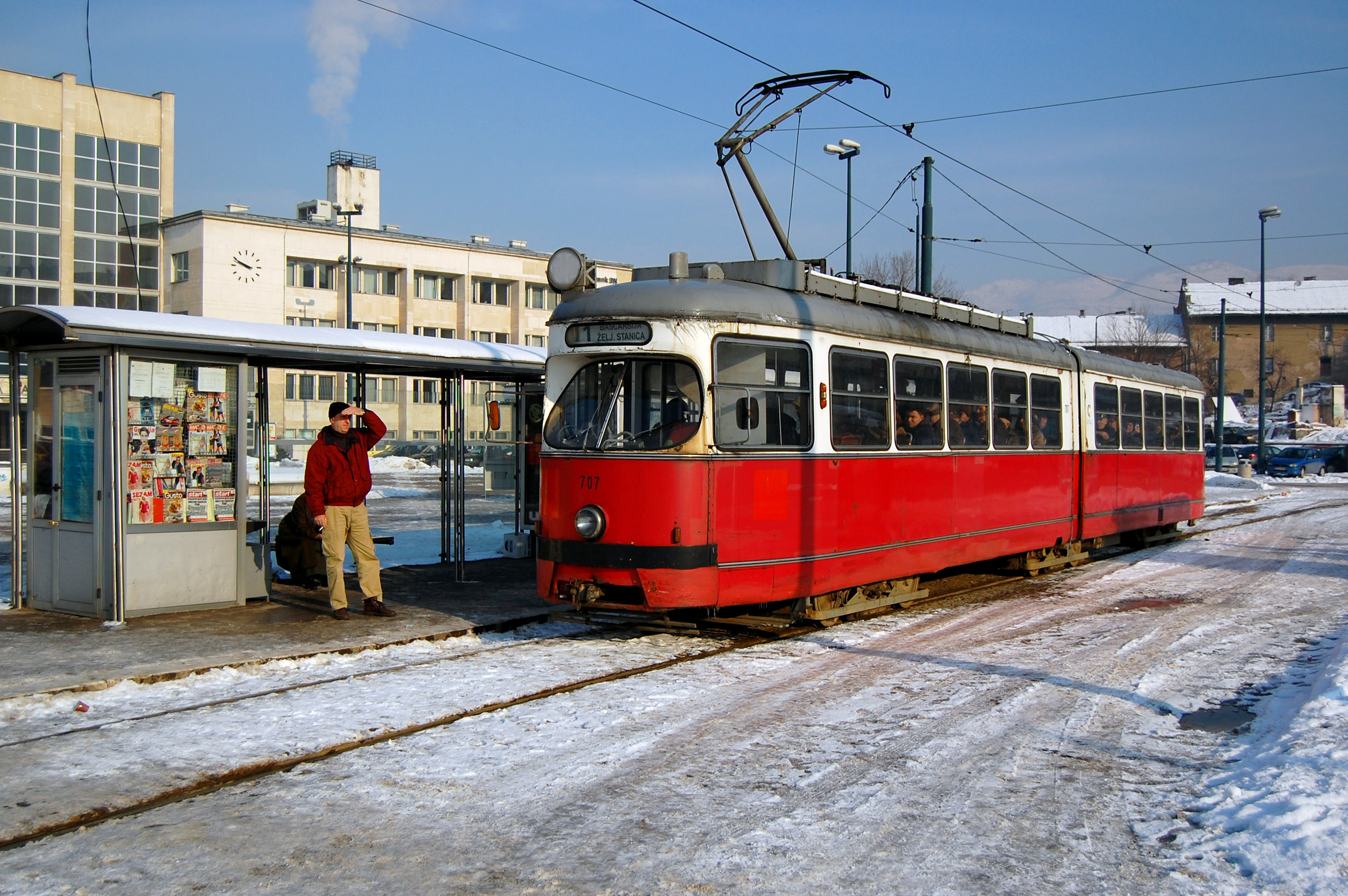
Tranvía de la línea 1 frente a la estación de trenes.
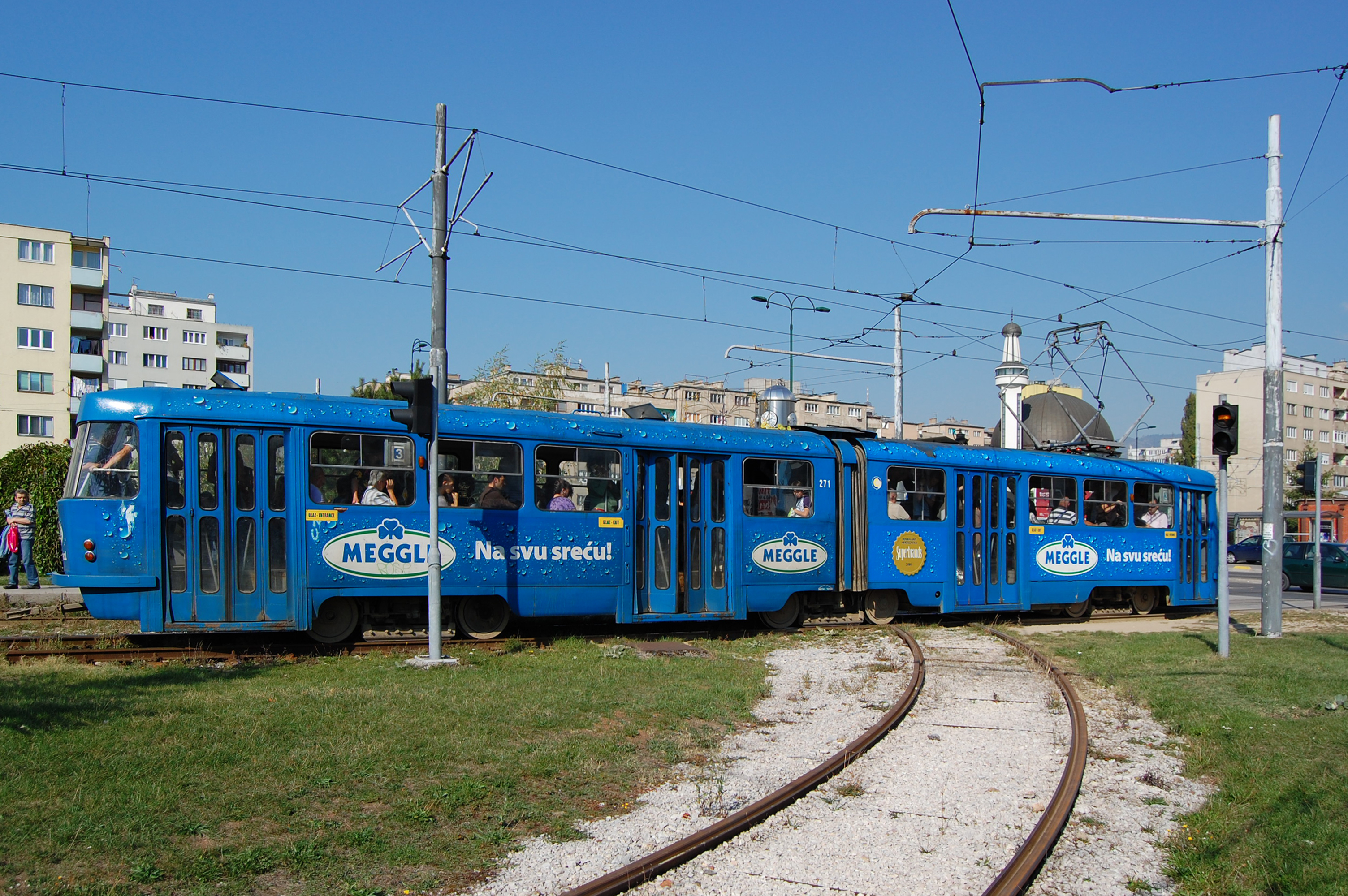
Tranvía de la línea 2 en Čengić Vila.
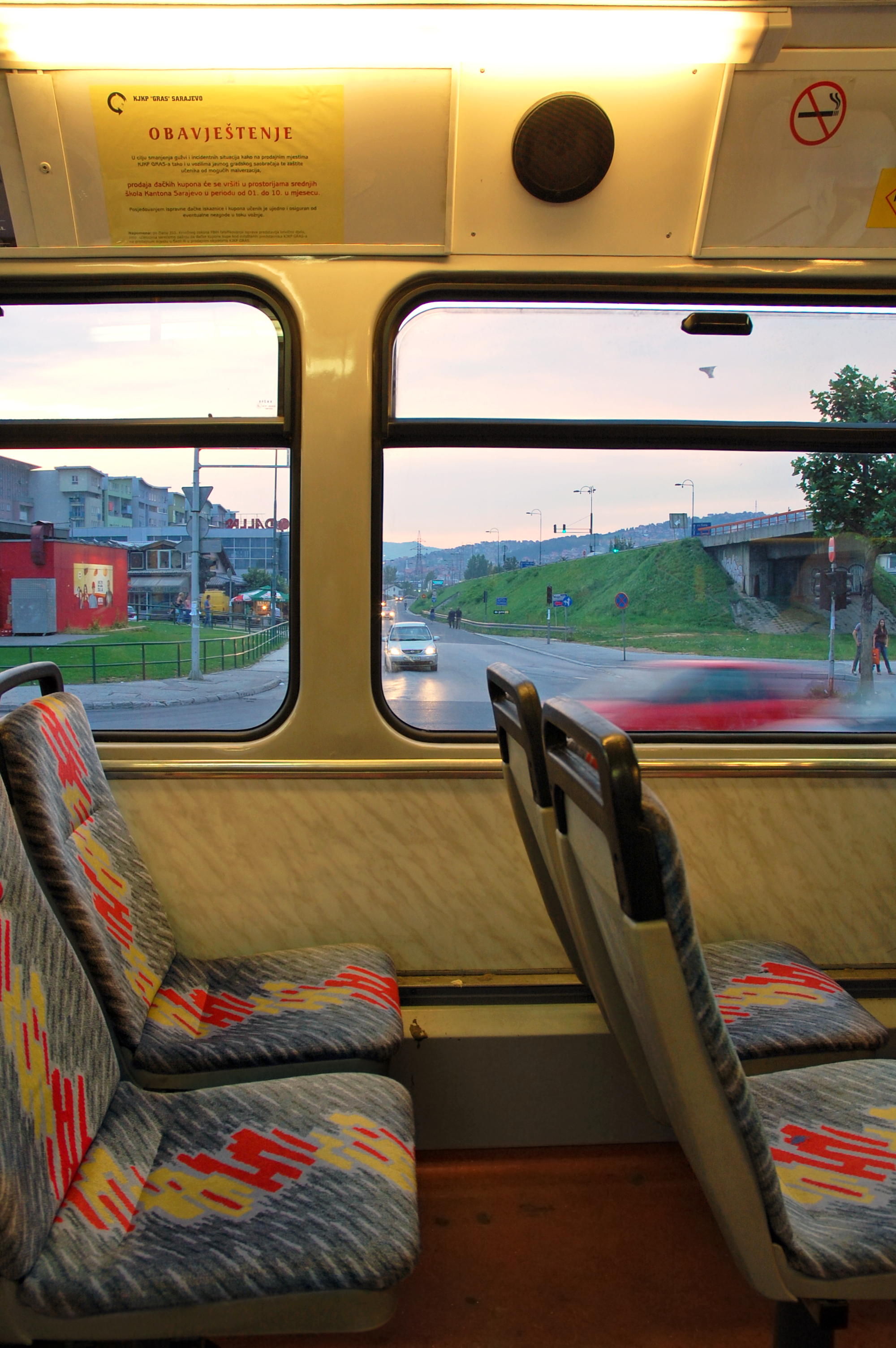
Interior de la unidad de la línea 3.
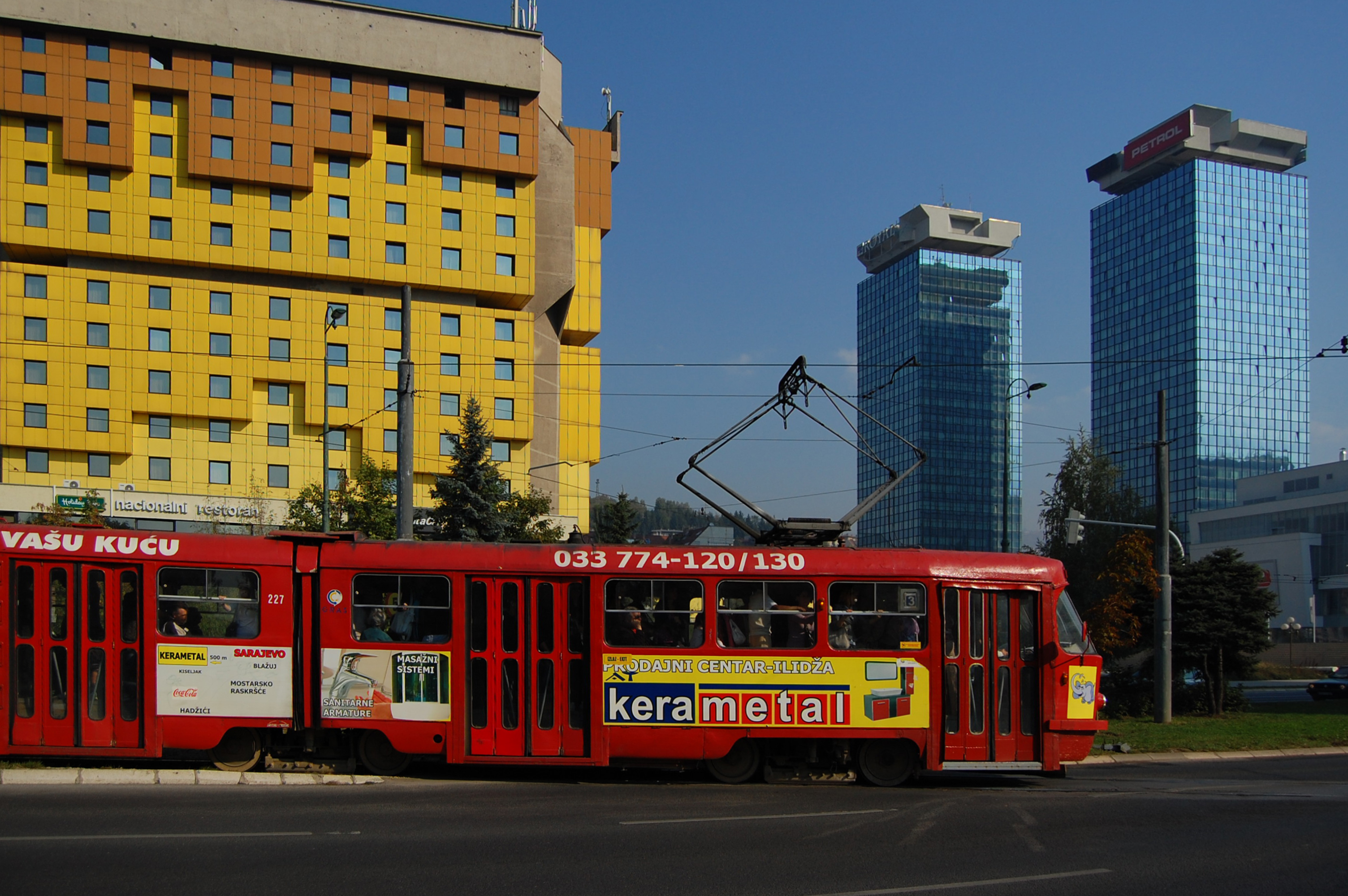
Tranvía de la línea 3 frente al hotel Holiday Inn.